# Aristea fimbriata
Aristea fimbriata är en irisväxtart som beskrevs av Peter Goldblatt och John Charles Manning. Aristea fimbriata ingår i släktet Aristea och familjen irisväxter. Inga underarter finns listade i Catalogue of Life.